# Jacob Rosted
Jacob Rosted (Høland, 23 ottobre 1750 – 8 ottobre 1833) è stato un educatore e editore norvegese.

## Biografia
Jacob Rosted nacque a Høland in Akershus, Norvegia. Era di una famiglia clericale; suo padre era un vicario e suo zio era un prete. Studiò presso l'Università di Copenhagen dove conseguì il Master in Filologia nel 1780. Servì come rettore presso la Scuola cattedrale di Oslo dal 1803 al 1832. Inoltre, curò le riviste Topographisk Journal for Kongeriget Norge e Hermoder dal 1792-1808
Rosted era un membro della Royal Norwegian Society of Sciences and Letters del 1820. Fu decorato Cavaliere dell'Ordine del Dannebrog, dell'Ordine di Vasa e dell'Ordine della Stella Polare. Il cancello di Rosteds, situato tra i quartieri di Grünerløkka e St. Hanshaugen a Oslo, fu nominato in suo onore.

## Opere
- Beskrivelse over den paa Pergament skrevne Bibel, som forvares i det offentlige Deichmanske Bibliothek i Christiania (1786)
- Physisk og oeconomisk Beskrivelse over Alunværket ved Opslo, i Topographisk Journal for Kongeriget Norge (1793)
- Forsøg til en Rhetorik, i et Udtog af Hugo Blairs Forelæsninger over Rhetoriken, med Hensyn til Underviisningen i de lærde Skoler (1810)